# Ferdinand von Plettenberg
Ferdinand von Plettenberg (1690-1737), comte de Plettenberg (de), devient en 1723 le premier ministre de Clément-Auguste de Bavière. Il œuvre pour faire accepter la Pragmatique Sanction promulguée en 1713 par Charles VI de Habsbourg afin de permettre à Marie-Thérèse d'Autriche de lui succéder. 
Il hérite du château de Nordkirchen à la mort de son oncle et fait l'acquisition de celui de Wittem en 1714.